# Пам'ятки історії Березнівського району
У Березнівському районі Рівненської області нараховується 41 пам'ятка історії
| №  | назва                                                                    | адреса                                    |
| -- | ------------------------------------------------------------------------ | ----------------------------------------- |
| 1  | Братська могила радянських воїнів                                        | с. Балашівка                              |
| 2  | Пам'ятник воїнам-односельчанам                                           | с. Балашівка                              |
| 3  | Пам'ятник воїнам-односельчанам                                           | с. Білка                                  |
| 4  | Братська могила воїнів радянської армії і партизан                       | смт Березне                               |
| 5  | Пам'ятник воїнам-односельчанам                                           | с. Богуші                                 |
| 6  | Пам'ятник воїнам-односельчанам                                           | с. Бронне                                 |
| 7  | Могила І. Гунтика, матроса-балтійця.                                     | с. Бистричі                               |
| 8  | Пам'ятник воїнам-односельчанам                                           | с. Бистричі                               |
| 9  | Пам'ятник воїнам-односельчанам                                           | с. Велике Поле                            |
| 10 | Пам'ятник воїнам-односельчанам                                           | с. Витковичі                              |
| 11 | Пам'ятник воїнам-односельчанам                                           | с. Голубне                                |
| 12 | Пам'ятник воїнам-односельчанам                                           | с. Городище                               |
| 13 | Пам'ятник воїнам-односельчанам                                           | с. Грушівка                               |
| 14 | Братська могила радянських воїнів і пам'ятник воїнам-односельчанам       | с. Губків                                 |
| 15 | Пам'ятник воїнам-односельчанам                                           | с. Друхів                                 |
| 16 | Пам'ятник воїнам-односельчанам                                           | с. Зірне                                  |
| 17 | Пам'ятник воїнам-односельчанам                                           | с. Кам'янка                               |
| 18 | Братська могила воїнів радянської армії і пам'ятник воїнам-односельчанам | с. Князівка                               |
| 19 | Братська могила радянських воїнів і пам'ятник воїнам-односельчанам       | с. Лінчин                                 |
| 20 | Пам'ятник воїнам-односельчанам                                           | с. Малинськ                               |
| 21 | Могила партизана О. М. Ковшуна                                           | с. Маринин                                |
| 22 | Пам'ятник воїнам-односельчанам                                           | с. Маринин                                |
| 23 | Братська могила радянських воїнів та партизан                            | с. Мочулянка                              |
| 24 | Братська могила жертв фашизму                                            | с. Озерці                                 |
| 25 | Братська могила радянських воїнів і пам'ятник воїнам-односельчанам       | смт Першотравневе (Моквин)                |
| 26 | Пам'ятник воїнам-односельчанам                                           | с. Поліське                               |
| 27 | Пам'ятник воїнам-односельчанам                                           | с. Поляни                                 |
| 28 | Пам'ятник воїнам-односельчанам                                           | с. Прислуч                                |
| 29 | Пам'ятник воїнам-землякам                                                | с. Прислуч                                |
| 30 | Пам'ятник жертвам фашизму                                                | с. Лінчин (колишнє село Рудня-Бобровська) |
| 31 | Пам'ятник воїнам-односельчанам                                           | с. Совпа                                  |
| 32 | Братська могила радянських воїнів і партизан                             | смт Соснове                               |
| 33 | Пам'ятник воїнам-односельчанам                                           | с. Тишиця                                 |
| 34 | Пам'ятник воїнам-односельчанам                                           | с. Хотин                                  |
| 35 | Пам'ятник воїнам-односельчанам                                           | с. Яблунне                                |
| 36 | Братська могила жертв фашизму                                            | с. Яринівка                               |
| 37 | Пам'ятник воїнам-односельчанам                                           | с. Яцьковичі                              |
| 38 | Пам'ятний знак борцям за волю України                                    | м. Березне                                |
| 39 | Братська могила воїнів УПА                                               | с. Маринин, громадське кладовище          |
| 40 | Братська могила воїнів УПА                                               | с. Бистричі                               |
| 41 | Меморіальна дошка Тарасу Бульбі-Боровцю                                  | с. Бистричі                               |